# Жомар, Эдм-Франсуа
Эдм-Франсуа Жомар (фр. Edme-François Jomard, 22 ноября 1777, Версаль — 22 сентября 1862, Париж) — французский инженер, геолог и картограф. Образование получил в Коллеже Мазарини, Национальной школе мостов и дорог и в Политехнической школе в Париже. 16 марта 1798 года вошёл в состав «Комиссии по наукам и искусствам» (Commission des Sciences et des Arts) для участия в Египетском походе Наполеона Бонапарта (1798—1801).
Большую часть своей жизни Жомар посвятил изучению Египта. В Каире стал членом созданного Наполеоном «Института Египта», совместно с географом Жаком-Антуаном Бертром составил подробный план города. Измерил высоту Большой пирамиды в Гизе. В 1803 году по возвращении в Париж участвовал в работе по составлению «Описания Египта» (Description de L'Égypte) — грандиозного коллективного труда в десяти томах текста и тринадцати томах гравированных листов (1802). Переиздания 1810 и 1826 годов включают 24 тома. В создании этого труда, помимо Жомара, участвовало сто пятьдесят учёных и две тысячи рисовальщиков, гравёров, включая знаменитого барона Доминика Виван-Денона.
Жомар исследовал геодезическое происхождение древнегреческих мер длины и преобразовал их в новую метрическую систему. В 1830 году он одним из первых создал систему классификации артефактов в этнографии и археологии. Жомар составил каталог зарисованных им во время экспедиции иероглифов и позднее даже претендовал на авторство труда Шампольона по их расшифровке в 1821—1824 годах. С 1818 года Жомар был членом Академия надписей и изящной словесности. В 1821 году стал соучредителем, а в 1848 году президентом Национального географического общества (Société de Géographie). В 1828 году создал отдел карт и планов Королевской библиотеки (Bibliothèque royale), а в 1838 году её директором. В 1838 году стал офицером ордена Почётного легиона. Похоронен на кладбище Пер-Лашез. В 1882 году в Париже Географическим обществом была учреждена «Премия Жомар». Улица в 19-м округе Парижа носит его имя.

## Основные труды
- 1817: Записка о метрической системе древних египтян, содержащая исследования их геометрических знаний и измерений других народов древности (Mémoire sur le système métrique des anciens Égyptiens, contenant des recherches sur leurs connoissances géométriques et sur les mesures des autres peuples de l’antiquité).

- 1830: Собрание наблюдений и воспоминаний о древнем и современном Египте, или Историческое и живописное описание нескольких главных памятников этого региона: В шести томах (Recueil d’observations et de mémoires sur l'Égypte ancienne et moderne, ou Description historique et pittoresque de plusieurs des principaux monumens de cette contrée, 6 vol.).

«Путешествие через Центральную Африку к Тимбукту и через Большую Пустыню, в Марокко…. (Voyage à travers à Temboctou et à Jenné dans l’Afrique Centrale…»).
- 1839: Географические и исторические этюды об Аравии, сопровождаемые поездкой Мухаммеда-Али в Фазокль, с наблюдениями за положением дел в Аравии и Египте (Études géographiques et historiques sur l’Arabie, suivies de la relation du voyage de Mohammed-Aly dans le Fazoql, avec des observations sur l'état des affaires en Arabie et en Égypte).

- 1858: Заметки об арабском календаре до исламизма и о рождении и возрасте пророка Мухаммеда (Mémoire sur le calendrier arabe avant l’islamisme et sur la naissance et l'âge du prophète Mahomet).